# Эрнандиевые
Эрнандиевые (лат. Hernandiaceae) — семейство двудольных растений, входящее в порядок Лавроцветные. Включает 4 рода и около 70 видов, распространённых в тропических областях по всему свету.

## Биологическое описание
Все виды этого семейства — древесные растения. Среди них есть вечнозелёные деревья высотой до 35 м, иногда с небольшими досковидными корнями, листопадные деревья, часто с толстым, вздутым стволом, с мягкой белой древесиной и тонкой гладкой корой, лианы длиной до 20—24 м, взбирающиеся на деревья с помощью усиковидных черешков листьев или боковых укороченных побегов, иногда безлистных и крючковидно изогнутых, прямостоячие или лазящие кустарники.
Листья очередные, цельные, иногда щитовидные, 3—5-лопастные или пальчатосложные, пальчатонервные или перистонервные, без прилистников.
Цветки эрнандиевых мелкие, собраны в пазушные или редко верхушечные соцветия. Опыляются преимущественно мухами и пчелами. Плоды сухие, нераскрывающиеся, с продольными рёбрами, иногда крылатые.

## Роды
- Gyrocarpus — Гирокарпус
- Hernandia typus — Эрнандия
- Illigera — Иллигера
- Sparattanthelium — Спараттантелиум